# Psychologia transpersonalna
Psychologia transpersonalna – kierunek psychologii,  w ramach którego badaniom poddaje się transpersonalne i transcendentalne aspekty duchowych doświadczeń człowieka. Kierunek ów powstał na bazie krytyki dotychczasowych szkół psychologii – psychoanalizy, behawioryzmu oraz orientacji humanistycznej i jest nazywany czwartą siłą w psychologii. Za datę narodzin psychologii transpersonalnej jako formalnej dyscypliny przyjmuje się rok 1969, w którym ukazał się pierwszy numer czasopisma Journal of Transpersonal Psychology – pionierskiego periodyku akademickiego poświęconego tej gałęzi wiedzy. Jedna z zamieszczonych tam definicji  głosi, że psychologia transpersonalna „...zajmuje się badaniem najwyższego potencjału ludzkiego oraz rozpoznaniem, zrozumieniem i realizacją jednoczących, duchowych i transcendentnych stanów świadomości". 
Według  Rogera Walsha i Frances Vaughan (1980), psychologia transpersonalna obejmuje empiryczne badanie: metapotrzeb, doświadczeń szczytowych, stanów jedności świadomości, ekstazy, doświadczeń mistycznych, bycia (being), istoty (essence), ducha, błogostanu (bliss), grozy (awe), zachwytu i zdumienia, czci, olśnienia, ostatecznego sensu, ostatecznych wartości, wartości B, samoaktualizacji, przekraczania jednostkowego Ja, teorii i praktyk medytacyjnych, ścieżek duchowych, współczucia, sakralizacji życia codziennego, jedności, świadomości kosmicznej, kosmicznej gry, synergii indywidualnej i wewnątrzgatunkowej, maksymalnego spotkania interpersonalnego, zjawisk transcendentalnych, maksymalnej świadomości sensorycznej, reaktywności i ekspresji oraz związanych z nimi pojęć, doświadczeń i działań.
Badacze zajmujący się psychologią transpersonalną podejmują próby opisania duchowych doświadczeń człowieka i zintegrowania wiedzy na ich temat z nowoczesnymi teoriami psychologicznymi w taki sposób, aby obejmowały one sferę owych doświadczeń. Wśród typów doświadczeń duchowych, którymi zajmuje się psychologia transpersonalna, znajdują się stany mistyczne i transowe, nawrócenia religijne, zmienione stany świadomości oraz inne, związane z różnorodnymi praktykami duchowymi.

## Definicje
Lajoie i Shapiro (1992) dokonali przeglądu czterdziestu definicji psychologii transpersonalnej, które ukazały się w literaturze na przestrzeni lat 1969 – 1991 i wyodrębnili pięć wątków, które pojawiały się w nich szczególnie często. Należały do nich:
- stany świadomości,
- podwyższony bądź najwyższy potencjał,
- wykraczanie poza ego bądź własne Ja,
- transcendencja,
- duchowość.

Walsh i Vaughan (1993) skrytykowali wiele spośród istniejących definicji psychologii transpersonalnej za zawarte w nich ontologiczne i metodologiczne założenia. Autorzy podważyli również trafność definicji wiążących psychologię transpersonalną wyłącznie ze stanem zdrowia psychicznego lub z filozofią wieczystą (philosophia perennis). Jednocześnie sami zdefiniowali psychologię transpersonalną jako gałąź psychologii, zajmującą się doświadczeniami transpersonalnymi i zjawiskami z nimi związanymi. Zjawiska te obejmują według nich zarówno przyczyny, efekty i korelaty doświadczeń transpersonalnych, jak i dyscypliny i praktyki przez nie inspirowane. 
Według Caplana (2009) psychologia transpersonalna oparta jest na starożytnej, mistycznej wiedzy, pochodzącej z wielu różnych tradycji, a zadaniem psychologów transpersonalnych jest przekład zawartej w niej ponadczasowej mądrości na współczesny, naukowy język i jej integracja z nowoczesną, zachodnią psychologią. W obszarze zainteresowań psychologii transpersonalnej  autor umieszcza „całe spektrum psychologicznego i duchowego rozwoju człowieka – od naszych najgłębszych ran i potrzeb, po kryzys egzystencjalny człowieka, po najbardziej transcendentne obszary naszej świadomości” (Caplan, 2009: s. 231).

## Obszary zainteresowań badawczych psychologii transpersonalnej
Według Scottona, Chinnena i Battisty (1996) zakres zainteresowań badawczych psychologów transpersonalnych obejmuje między innymi:
- wkład duchowych tradycji (hinduizm, joga, buddyzm, zen, taoizm, tantra, szamanizm, kabała, sufizm, mistycyzm chrześcijański) w psychologię i psychiatrię;
- praktyki lecznicze rdzennych Amerykanów;
- starzenie się i rozwój duchowy ludzi dorosłych;
- naukowe i kliniczne aspekty medytacji;
- badania nad świadomością;
- czynniki psychodeliczne, etnofarmakologię i psychofarmakologię;
- parapsychologię;
- studia międzykulturowe i  antropologię;
- diagnozę problemów związanych z religijnością bądź duchowością;
- leczenie byłych członków ruchów religijnych i kultowych;
- psychoterapię transpersonalną;
- psychoterapie wykorzystujące pracę z oddechem, muzykę, regresję i hipnozę, terapie wyobrażeniowe i wizualizacyjne;
- uzależnienia i procesy odwykowe;
- doświadczenia zbliżającej się śmierci (Near Death Experiences);
- ruchy proekologiczne;
- zmiany społeczne.

## Rozwój dyscypliny
Wśród teoretyków, którzy uważani są za twórców podwalin psychologii transpersonalnej wymieniani są między innymi: William James, Carl Jung, Abraham Maslow i Roberto Assagioli (Miller, 1998: s. 541-542). Jak pisze Vich (1988), najwcześniejszy przykład użycia terminu transpersonalny można znaleźć w notatkach z wykładów Williama Jamesa, prowadzonych przez niego na Uniwersytecie Harvarda w latach 1905-1906. 
Za jedną z najbardziej znaczących osób w kontekście narodzin psychologii transpersonalnej jako formalnej dyscypliny uważa się Abrahama Maslowa. Maslow, będąc już wówczas autorem publikacji na temat doświadczeń szczytowych, wraz ze Stanislavem Grofem i Viktorem Franklem zaproponował użycie terminu „transpersonalny” jako nazwy dla wyłaniającej się, nowej dziedziny psychologii. Stopniowo, na przestrzeni lat sześćdziesiątych, termin „transpersonalny” stawał się kojarzony z odrębną dziedziną, kształtującą się w ramach szkoły psychologii humanistycznej (Chinen, 1996).
W 1969 roku między innymi Abraham Maslow, Stanislav Grof i Anthony Sutich stali się inicjatorami opublikowania pierwszego numeru czasopisma Journal of Transpersonal Psychology, które dzisiaj jest wiodącym akademickim wydawnictwem w dziedzinie psychologii transpersonalnej (Chinen, 1996). Wkrótce potem, w 1972 roku, powołano do życia Towarzystwo Psychologii Transpersonalnej (Association for Transpersonal Psychology; ATP), któremu przewodniczyli: Alyce Green, James Fadiman, Frances Vaughan, Arthur Hastings, Daniel Goleman, Robert Frager, Ronald Jue, Jeanne Achterberg i Dwight Judy. 
Na przestrzeni lat osiemdziesiątych i dziewięćdziesiątych w rozwój dziedziny psychologii transpersonalnej zaangażowani byli tacy autorzy, jak Jean Houston, Stanislav Grof, Ken Wilber, Michael Washburn, Frances Vaughan, Roger Walsh, Stanley Krippner, Michael Murphy, Charles Tart, David Lukoff, Vasily Nalimov i Stuart Sovatsky. Należy zaznaczyć, że chociaż Ken Wilber jest uważany za bardzo wpływowego teoretyka w dziedzinie psychologii transpersonalnej, sam autor osobiście odcina się od tej dyscypliny na rzecz – jak twierdzi – podejścia integrującego. 
Współczesna psychologia transpersonalna zawiera w sobie perspektywy dotyczące zdrowia, nauk społecznych, a nawet sztuki. Podejście transpersonalne bywa ponadto stosowane w tak różnorodnych dziedzinach, jak psychologia, psychiatria, antropologia, socjologia, farmakologia (Scotton, Chinen i Battista, 1996) oraz teoria pracy społecznej (Cowley & Derezotes, 1994). Można je również odnaleźć wśród współczesnych praktyk terapeutycznych. Niegasnące zainteresowanie psychologią transpersonalną znajduje również odbicie w tematach zgłębianych przez przedstawicieli wielu europejskich i amerykańskich uniwersyteckich wydziałów psychologii. Do instytucji szkolnictwa wyższego, które choć w pewnym stopniu zajmują się psychologią transpersonalną należą: Instytut Psychologii Transpersonalnej (USA); Kalifornijski Instytut Nauk Zintegrowanych (USA); Uniwersytet Johna F. Kennedy’ego  (USA); West Georgia University (USA); Atlantic University (USA); Burlington College (Wielka Brytania); Essex University (Wielka Brytania); Uniwersytet Johna Mooresa w Liverpoolu (Wielka Brytania); Uniwersytet w Northampton (Wielka Brytania); Leeds Metropolian University (Wielka Brytania); Naropa University (USA); Pacifica Graduate Institute (USA) i Southwestern College (USA).
Robert Frager i James Fadiman z Instytutu Psychologii Transpersonalnej w swojej książce Personality and Personal Growth - poza objaśnieniem ważnych dla psychologii transpersonalnej pojęć i teorii – omawiają wkład wielu kluczowych postaci historycznych w rozwój i kształtowanie tej dziedziny. Jednym z celów tej publikacji było promowanie dziedziny psychologii transpersonalnej w kontekście edukacyjnym. Innym przykładem, który może wskazywać na rosnącą świadomość znaczenia tej dziedziny psychologii jest również uwzględnienie jej po raz pierwszy w formie odrębnego rozdziału w jednym z akademickich podręczników dotyczących osobowości (Engler, 2009). Jego autorka stawia pytanie o to, czy duchowość powinna być przedmiotem zainteresowania psychologii, omawia historię psychologii transpersonalnej i zastanawia się nad jej przyszłością, odwołując się do pracy Jenningsa (1999), który wyraził przekonanie, że zaniedbywany dotąd w amerykańskiej psychologii nurt transpersonalny powinien zostać  do niej włączony, ponieważ jego wielki potencjał zawiera w sobie obiecujące perspektywy z punktu widzenia dalszego rozwoju psychologii.

## Psychologia transpersonalna jako „czwarta siła”
Psychologia transpersonalna bywa często postrzegana jako czwarta siła w psychologii, która zdaniem Maslowa (1968) w swoim dorobku przekracza nawet możliwości samoaktualizacji, jakie oferuje psychologia humanistyczna. Jest ona przedstawiana poniekąd w opozycji do uprzednich trzech głównych szkół psychologii, do których należą: psychoanaliza, behawioryzm i właśnie psychologia humanistyczna. Szkoły te w ocenie psychologów transpersonalnych w mniejszym bądź większym stopniu odrzucają w swoich badaniach transcendentną część natury człowieka. Jak pisze Bartłomiej Dobroczyński (1999), według psychologów transpersonalnych przedstawiciele tradycyjnej psychologii często odrzucają możliwość badania świadomości, zakładając, że nie może ona być obiektem badań, ponieważ nie spełnia warunku intersubiektywnej dostępności. Według tego autora krytyka pozostałych gałęzi psychologii ze strony psychologów transpersonalnych dotyczy także:
- uznawania przez nie wyłącznie jednego, „normalnego” stanu świadomości, jakim jest stan czuwania, oraz wyróżniania niewielkiej ilości stanów odmiennych, traktowanych jako „niewłaściwe” dla efektywnego funkcjonowania świadomości (sen fizjologiczny, stany pomroczne, psychotyczne, hipnagogiczne i postintoksykacyjne);
- zachodniego podejścia do zdrowia psychicznego i jakości życia, które rzadko odnosi się do stanów wyjątkowych, określanych za Maslowem mianem doświadczeń szczytowych (peak experiences), a które „koncentruje się na tzw. statystycznym, w rzeczywistości nieistniejącym  i ‘uśrednionym’ we wszystkich przejawach swej psychiczności człowieku oraz na czymś, co można by określić jako najbardziej przeciętne postaci i aspekty jego funkcjonowania” (Dobroczyński, 1999: s. 260);
- lekceważenia przez zachodnie nauki psychologiczne religijnych i duchowych aspektów funkcjonowania człowieka lub traktowania ich wyłącznie w kategoriach psychopatologicznych.

Psychologowie transpersonalni stawiają sobie natomiast za cel zintegrowanie całego spektrum wiedzy dotyczącej rozwoju człowieka – poczynając od stanów prepersonalnych, aż po transpersonalne i uważają swoją dziedzinę za najbardziej kompletną i najlepiej realizującą założenia psychologii pozytywnej naukę, związaną z duchowym rozwojem i psychoterapią.

## Osiągnięcia psychologii transpersonalnej
Psychologia transpersonalna zaznaczyła jak dotąd swój wkład w obszarach psychologii związanych z rozwojem człowieka, świadomością i duchowością oraz w obszarze psychiatrii. 
Teoretyków psychologii transpersonalnej, którzy zajmowali się duchowym rozwojem człowieka można podzielić na dwie grupy – tych, którzy opowiadają się za linearnymi i hierarchicznymi modelami rozwoju człowieka, jak na przykład Timothy Leary i Ken Wilber, oraz tych, którzy są zwolennikami modeli nielinearnych, jak na przykład Michael Washburn i Stanislav Grof.  
Timothy Leary, który w swojej burzliwej karierze zdołał osiągnąć stopień naukowy profesora psychologii, przyczynił się do rozwoju nurtu transpersonalnego między innymi dzięki publikacji książki Info-Psychology (1980), w której opisał  Model Ośmiu Obwodów Neurologicznych.
Ken Wilber opracował teorię opisującą dziewięć kolejnych stadiów rozwoju świadomości, które podzielił na trzy ogólne kategorie: stadia prepersonalne (1-3), personalne (4-6) oraz transpersonalne (7-9) (Miller, 1998). W późniejszych pracach Wilbera teoria ta została rozbudowana o jeszcze jedno, dziesiąte stadium (Wilber, 1995, 1996). Autor postrzega rozwój świadomości człowieka zarówno cyrkularnie, jak i hierarchicznie.  Jego model jest hierarchiczny w tym sensie, że opisany w nim rozwój postępuje od koncentracji na własnym ciele, przez koncentrację na psychice, aż po wykroczenie poza nią i ukierunkowanie na szeroko pojęty wzrost duchowy. Cyrkularność modelu Wilbera przejawia się natomiast w tym, że postęp w ramach różnorodnych linii rozwoju (na przykład moralności, poznania, emocji, itp.) nie zawsze zachodzi równomiernie, w związku z czym zdarzają się sytuacje powrotu do na początek danego stadium rozwojowego, celem uzupełnienia braków w niektórych sferach. Według Kena Wilbera poszczególne szkoły psychologii koncentrują się na różnych stadiach rozwojowych. 
W odróżnieniu od Leary’ego i Wilbera, Michael Washburn (1994, 1995) i Stanislav Grof (1975, 1985, 1998) opracowali modele duchowego rozwoju człowieka, które nie są hierarchiczne, ani linearne. Model Washburna, zbudowany w oparciu o tradycję jungowską, zakłada w rozwoju konieczność „odwrotu”.  Jego główna idea zasadza się na przekonaniu, że ego wyrasta ze swoistego „źródła” (source), dlatego transpersonalny rozwój wymaga powrotu do owego źródła, zanim będzie można pójść naprzód (Walsh i Vaughan, 1996). Grof natomiast – w poszukiwaniu wyższej integracji psychologicznej - zastosował regresyjny model terapii (początkowo z użyciem substancji psychodelicznych, później –  opracowanej przez siebie techniki oddychania holotropowego).
Psychologia transpersonalna skierowała również uwagę klinicystów na zjawisko nazywane kryzysem duchowym.   Kryzys duchowy jest jedną z form kryzysu tożsamości, w którym człowiek doświadcza gwałtownych zmian w osobistym systemie znaczeń (np. celów, wartości, wierzeń, postaw). Jest on spowodowany osobistym przeżyciem pewnego duchowego doświadczenia. Według psychologów transpersonalnych tradycyjna zachodnia psychologia pomija niektóre spośród ważnych, psychologicznych aspektów kryzysu duchowego, do których należą psychiatryczne komplikacje związane na przykład z przeżyciem doświadczenia mistycznego, doświadczenia bliskiej śmierci, przebudzenia Kundalini, kryzysu szamańskiego, intensywnej medytacji czy z doświadczeniem choroby terminalnej (Lukoff, Lu i Turner, 1996). 
Stanislav i Christina Grof (1989) opisywali duchowe kryzysy za pomocą dwóch terminów – „duchowego wyłonienia” (spiritual emergence) i „duchowego zagrożenia” (spiritual emergency). Określenie „duchowe wyłonienie” odnosiło się do stopniowej realizacji duchowego potencjału, której nie towarzyszą żadne negatywne konsekwencje w sferze psychologicznej, społecznej, ani zawodowej (Lukoff, Lu i Turner, 1996). Konsekwencje te pojawiają się w sytuacjach, gdy intensywny rozwój duchowy wymyka się spod kontroli jednostki i zaczyna pociągać za sobą wymienione wyżej komplikacje psychiatryczne. Tego rodzaju przypadki określane były przez Grofów mianem „duchowego zagrożenia” (Lukoff, Lu i Turner, 1996, Turner i in., 1995).
Ze względu na dostrzeżony przez psychologów transpersonalnych wpływ duchowego kryzysu na zdrowie psychiczne na początku lat dziewięćdziesiątych Lukoff, Lu i Turner (1995) zaproponowali nową kategorię diagnostyczną, której nadali tytuł „Problem psychoreligijny lub psychoduchowy”. Kategoria ta została zaakceptowana przez przedstawicieli Amerykańskiego Towarzystwa Psychiatrycznego i – po zmianie tytułu na „Problem religijny lub duchowy” – włączono ją do czwartego wydania klasyfikacji zaburzeń psychicznych DSM-IV (kod: V62.89). Według Chinena (1996) stanowi to dowód na rosnącą akceptację zagadnień transpersonalnych w środowisku zawodowym psychiatrów i psychologów.  

## Krytyka
Jednym z pierwszych krytyków psychologii transpersonalnej był znany przedstawiciel nurtu psychologii humanistycznej – Rollo May, który zakwestionował pojęciowe podstawy tej dyscypliny (Aanstos, Serling i Greening, 2000). Inny komentarz krytyczny dotyczył związków pomiędzy psychologią transpersonalną a ideami Williama Jamesa. Alexander (1980) zarzucił psychologom transpersonalnym błędne rozumienie negatywnych aspektów świadomości, opisanych w filozofii Jamesa.  Krytyka ta została uwzględniona w późniejszych teoriach transpersonalnych (Daniels, 2005). Z kolei Albert Ellis – psycholog poznawczy i humanistyczny – zakwestionował naukowy status psychologii transpersonalnej oraz jej związki z religią i mistycyzmem. Friedman (2000) określił dziedzinę psychologii transpersonalnej jako rozwiniętą w zbyt niewielkim stopniu, aby można było uznać ją za naukową i umiejscowił ją pomiędzy szeroką dziedziną, jaką stanowią dyscypliny transpersonalne (do których można zaliczyć wiele spośród dyscyplin nienaukowych) a naukową psychologią.
Do grona krytyków psychologii transpersonalnej należy również Ken Wilber, który kilkukrotnie publicznie zadeklarował brak związków z tym nurtem psychologii, choć paradoksalnie uznawany jest za jednego z jej czołowych przedstawicieli. 
Doktryny i idee wielu barwnych postaci, które były lub są na zachodzie postrzegane jako duchowi nauczyciele, takich jak Georgij Gurdżijew lub Alice Bailey, często włączane są w główny nurt psychologii transpersonalnej. Jest to szkodliwe, biorąc pod uwagę aspiracje psychologów transpersonalnych do nadania jej statusu ugruntowanej i powszechnie uznawanej gałęzi nauk psychologicznych.  Krytyka psychologii transpersonalnej ma swoje źródło również w tym, że jej przedstawiciele często nie wiążą swoich badań z osiągnięciami tradycyjnej psychologii, choć rezultaty owych badań oceniane są przez pryzmat całego dorobku współczesnej psychologii. W ten sposób publikacje na temat religijnych nawróceń przegrywają w konfrontacji z perspektywą psychologii społecznej, artykuły na temat zmienionych stanów świadomości – z podejściem psychofizjologicznym, a gromadzona wiedza na temat duchowości – z psychologią religii. Psychologowie transpersonalni nie zgadzają się jednak na interpretacje badanych przez siebie zjawisk proponowane przez tradycyjną psychologię, argumentując swoje stanowisko tym, że wiele spośród doświadczeń duchowych traktuje ona w kategoriach zaburzeń psychicznych lub regresji do wczesnych stadiów rozwoju psychosomatycznego.

## Zastosowania i dyscypliny pokrewne
Psychologia transpersonalna znalazła zastosowanie w obszarach takich, jak poradnictwo, zdrowie, i szeroko pojęty duchowy rozwój. Wykorzystuje się ją między innymi do budowania poczucia psychologicznego bezpieczeństwa niezbędnego do rozwoju własnej tożsamości. W swojej pracy z 1999 roku Boucovolas (1999) rozważa to, w jaki sposób z osiągnięć psychologii transpersonalnej mogą skorzystać inne transpersonalne dyscypliny, takie jak socjologia, antropologia, nauki biznesowe i nauki o zarządzaniu, prawo, ekologia, sztuka oraz dyscypliny artystyczne, wykorzystujące grę aktorską. Jedno z późniejszych wydań czasopisma Journal of Transpersonal Psychology (nr 37, 2005) zostało w całości poświęcone transpersonalnym aspektom mediów, w tym między innymi kina. 